# Réserve naturelle du domaine des Arbousiers
La réserve naturelle du domaine des Arbousiers est un terrain anciennement classé comme réserve naturelle volontaire au nord de l'île du Levant, dans le Var,.
Créée le 3 décembre 1993 et mesurant 20 hectares de superficie, elle est voisine du domaine naturiste et de la base militaire. Des sentiers jalonnées de quatorze panneaux d'informations permettent d'y découvrir la faune et la flore dont les arbousiers qui sont à l'origine de la protection du site, et de rejoindre le « Point du Jour », plus haute colline de l'île du Levant avec 138 mètres d'altitude.

## Écosystèmes et niveaux de protection
La réserve naturelle offre un panel représentatif de la flore et de la faune insulaire méditerranéenne de Provence, à savoir un maquis sur les hauteurs (arbousier, bruyère arborescente, ciste, filaire, myrte, nerprun, olivier sauvage, pistachier lentisque, romarin, etc.) et des espèces typiquement côtières sur le littoral (ail rose, barbe de Jupiter, chardon de Casabona, criste marine, dauphinelle de Requien, euphorbe arborescente, germandrée de Marseille, lavatère d'Hyères, nombril de Vénus,passerine hérissée, roquette de mer, séneçon cinéraire, statice nain, etc.). En mer, un herbier de posidonie s'étend jusqu'à une quarantaine de mètres de profondeur ; bien qu'il ne soit pas inclus dans la réserve naturelle, il est en revanche protégé au sein de la ZNIEFF marine de type II couvrant les eaux littorales de l'île du Levant ainsi que de l'aire d'adhésion du parc national de Port-Cros.
Ces milieux terrestres sont peuplés d'espèces animales dont des reptiles (couleuvre à échelons et de Montpellier, lézard des murailles, phyllodactyle, tortue d'Hermann), des amphibiens (discoglosse), des chauves-souris (murin à oreilles échancrées) et des oiseaux (cormoran de Desmarest, engoulevent, faucon crécerelle, faucon pèlerin, fauvette pitchou, hibou petit-duc, puffin cendré, puffin yelkouan).
Parmi les espèces animales et végétales les plus singulières figurent la tortue d'Hermann dont l'essentiel de la population se trouve toutefois dans la plaine et le massif des Maures sur le continent, le puffin yelkouan dont la population de l'île du levant forme l'essentiel de la population française de cette espèce, le murin à oreilles échancrées dont les individus sont rares ou encore l'ensemble forestier d'arbousiers.
La réserve naturelle fait partie de la ZNIEFF de type II couvrant l'île du Levant (à l'exception des zones civiles et militaires construites), de la ZICO et des sites Natura 2000 directives « oiseaux » et « habitats » couvrant l'ensemble des îles d'Hyères et leurs eaux proches, et elle est incluse dans l'aire d'adhésion du parc national de Port-Cros.

## Histoire
Une activité de charbonnière existait sur le site de la réserve.